# Harri Säteri
Harri Säteri (ur. 29 grudnia 1989 w Toijala) – fiński hokeista, reprezentant Finlandii, olimpijczyk.

## Kariera
- HPK U16 (2004-2005)
- HPK U18 (2005-2006)
- HPK U20 (2006)
- Tappara U18 (2006/2007)
- Tappara U20 (2006-2009)
- Suomi U20 (2007-2009)
- Tappara (2008-2010)
- Worcester Sharks (2011-2014)
- Witiaź Podolsk (2014-2017)
- Florida Panthers (2017-2018)
  -  Springfield Thunderbirds (2017-2018)
- Grand Rapids Griffins (2018-2019)
- Sibir Nowosybirsk (2019-2022)
- Arizona Coyotes (2022)
- EHC Biel (2022-)

Wychowanek klubu Tappara z Tampere. Karierę rozwijał w zespołach juniorskich HPK i Tappary. W seniorskiej drużynie Tappary był w składzie od sezonu SM-liiga (2006/2007), jednak występy podjął od sezonu SM-liiga (2008/2009), grając w Liiga przez trzy edycje. W tym okresie w drafcie NHL z 20085 został wybrany przez amerykański klub San Jose Sharks z numerem 106, a rok później, w KHL Junior Draft z 2009 został wybrany przez rosyjski klub SKA Sankt Petersburg z numerem 8. W czerwcu 2010 podpisał kontrakt wstępujący na występujący w NHL z klubem San Jose Sharks, po czym formalnie został wypożyczony do Tappary na kolejny sezon ligi fińskiej. Po jego zakończeniu, na wiosnę 2011 przeszedł do zespołu farmerskiego, SJS, Worcester Sharks i dokończył sezon AHL (2010/2011), po czym rozegrał trzy kolejne edycje AHL do 2014. W tym okresie, w połowie 2013 przedłużył o rok kontrakt z San Jose Sharks, jednak ostatecznie nie zadebiutował w jego barwach w lidze NHL. W maju 2014 został zawodnikiem rosyjskiego klubu Witiaź Podolsk w rozgrywkach KHL. Rok później, w maju 2015 przedłużył kontrakt z tym klubem. Po trzech sezonach w KHL, w połowie 2017 został zawodnikiem amerykańskiego klubu Florida Panthers. Podjął występy w sezonie NHL (2017/2018) oraz równolegle w drużynie farmerskiej Springfield Thunderbird w AHL. Od lipca 2018 był zawodnikiem Detroit Red Wings. W barwach tej drużyny nie zagrał, zaś w sezonie 2018/2019 występował w AHL w barwach Grand Rapids Griffins. W maju 2019 został zawodnikiem Sibiru Nowosybirsk, powracając tym samym do rozgrywek KHL. W lutym 2020, po awansie drużyny do play-off w sezonie KHL (2019/2020), przedłużył kontrakt o rok. W marcu 2021 przedłużył kontrakt o rok. Po rozpoczęciu inwazji Rosji na Ukrainę na początku marca 2022 tj. na początku fazy play-off w sezonie KHL (2021/2022) odszedł z klubu. 20 marca 2022 ogłoszono jego transfer do Toronto Maple Leafs, a dzień potem zakontraktowanie przez Arizona Coyotes. W lipcu 2022 został zawodnikiem szwajcarskiego klubu EHC Biel.
Został reprezentantem Finlandii. Uczestniczył w turniejach mistrzostw świata do lat 17 edycji 2006, mistrzostw świata do lat 18 edycji 2007, mistrzostw świata do lat 20 edycji 2008, 2009. W kadrze seniorskiej kraju uczestniczył na turniejach mistrzostw świata edycji 2017, 2018, 2021, 2022, zimowych igrzysk olimpijskich 2022.

## Osiągnięcia
Reprezentacyjne
- Srebrny medal mistrzostw świata: 2021
- Złoty medal zimowych igrzysk olimpijskich: 2022
- Złoty medal mistrzostw świata: 2022

Indywidualne
- KHL (2016/2017):
  - Najlepszy bramkarz tygodnia: 25 września 2016
- NHL (2017/2018):
  - Druga gwiazda tygodnia: 5 lutego 2018[15]
- Mistrzostwa Świata w Hokeju na Lodzie 2018/Elita:
  - Piąte miejsce w klasyfikacji skuteczności interwencji w turnieju: 93,86%[16].
  - Drugie miejsce w klasyfikacji średniej straconych goli na mecz w turnieju: 1,41
- KHL (2019/2020):
  - Najlepszy bramkarz miesiąca - październik 2019[17]
  - Najlepszy bramkarz etapu - ćwierćfinały konferencji[18]
- Mistrzostwa Świata w Hokeju na Lodzie 2018/Elita[19]:
  - Drugie miejsce w klasyfikacji średniej straconych goli na mecz w turnieju: 1,00
  - Czwarte miejsce w klasyfikacji skuteczności interwencji w turnieju: 96,21%
- KHL (2021/2022):
  - Piąte miejsce w klasyfikacji średniej goli straconych na mecz w sezonie zasadniczym: 2,02
  - Drugie miejsce w klasyfikacji meczów bez straty gola w sezonie zasadniczym: 6